# さねとうあきら
さねとう あきら（本名・實藤述。 1935年1月16日 -2016年3月7日）は日本の児童文学作家・劇作家。
東京出身。1972年に『地べたっこさま』で日本児童文学者協会新人賞・野間児童文芸推奨作品賞、1979年に『ジャンボコッコの伝記』で小学館文学賞、1986年に『東京石器人戦争』で産経児童出版文化賞をそれぞれ受賞。『なまけんぼの神さま』、『おこんじょうるり』、『かっぱのめだま』、『神がくしの八月』、『ゆきこんこん物語』などの創作・評論多数。

## 来歴・人物
- 1935年
1月16日、東京市大森区(現東京都大田区)で生まれた。5人兄弟の3男。父は早稲田大学教授で中国文学者の実藤恵秀(さねとうけいしゅう)。
- 1941年
軍国教育絶頂期の国民学校に入学したが、教師の一方的暴力について行けず、1944年、4年生のときに休学。その年の12月、米軍機による空襲が本格化し、父方の親戚を頼って広島県の農漁村に縁故疎開した。
- 1945年
8月6日、原爆の閃光を岬越しに目撃。8月15日は玉音放送を聞くこともなく、黙々と山畑を耕し、その夜、大日本帝国と天皇のために「必勝祈願」のお百度参りをした軍国少年であった。
- 1946年
焼け野原となった東京へ帰京。隣町の小学校の5年に編入、新しい歴史教科書「くにのあゆみ」を開いて、冒頭の石器時代の叙述に「戦後」を実感する。
- 1948年
新制中学に入学。学生服姿の教師ともに天皇の戦争責任について白熱のディベートをするなど、民主教育の先駈けとなる授業を受ける。「演劇部」に入部して、多様な才能を結集する｢綜合芸術」の魅力にとりつかれ、その後の人生を決定づけた。
- 1951年
早稲田大学高等学院に入り、1954年、早稲田大学第一文学部演劇科に進学するも、アカデミックな大学の雰囲気になじめず、地域で中学時代の仲間を集めて演劇研究会を作り、木下順二の民話劇などに取り組む。そのかたわら、｢子供会」を巡演する人形劇活動で、観客の子らと一体になった芝居づくりに力を入れていた。
- 1958年
早稲田大学を中退。草創期の戦後児童劇を牽引していた劇団「仲間」に演出部実習生として入団、全国縦断公演に参加する中で、反応が素直で感受性の鋭い子供らを、あえて「観客」に選んだ児童劇を、男子一生の仕事とする決意を固めた。
- 1961年
6月、初めての書き下ろし児童劇『ふりむくなペドロ』を「仲間」により上演。メキシコ革命下のストリートチルドレンが、「スリ」や「かっぱらい」をやっても生き延びて行く物語に、良い子の善行譚ばかり見慣れてきた児童劇関係者は当惑したが、そのアクチュアルな手法が評価され、厚生大臣賞受賞。それに力を得て、日本の風土に根ざした民話児童劇を創作しようと、柳田國男の『遠野物語』などを典拠に何作か試作をしたが、60年代、時代は高度成長期に入り、児童劇の分野でも採算性を重視した泰西名作路線に逆戻り、創作劇の上演はきわめて困難となった。
- 1963年
仙台シティバレエ団から「創作民話バレエ」の台本を委嘱され、すでに着手していた創作民話劇の構想を生かし、『石楠花姫』(木下忠司作曲)を書き下ろす。山鬼と盲目の村娘との愛のロマンで、後年さねとう民話の代表作『べっかんこオニ』の原型となった。その後、60年代いっぱい、テレビの教育番組の脚本や文化映画のシナリオを書くかたわら、企画担当の文芸部員として、そのころ人材輩出して活気のあった「創作児童文学」などを読み込み、子供の読書傾向を見極めて、劇団のレパートリーに反映させる役割を担う。この経験が、後に児童文学者に転身するのに役立った。
- 1970年
11月、レパートリーの方向性を巡って、劇団首脳部との間に深刻な対立が生じ、文芸部員の職を辞す。10年あまり在籍した劇団「仲間」を離脱した。半失業状態のまま、それまで温めてきたモチーフを集大成した創作民話を書きあげ、児童文学としての評価を乞うため、理論社の小宮山量平宛に送った。
- 1972年
2月、初めての創作民話集『地べたっこさま』が、理論社より刊行された。日本児童文学者協会新人賞、野間児童文芸賞推奨作品などを受賞。続いて『ゆきこんこん物語』(理論社)『なたねおりひめ』(ポプラ社)など、矢継ぎ早に発刊。無辜の民衆を前提とする木下順二や斎藤隆介の創作民話と対峙して、誤りも犯せば条理にも反する等身大の民衆像を呈示、創作民話の新たな方向性を開拓した。
- 1973年
井上洋介ともに絵本の極致に挑んだ『わらいおおおかみ』(井上洋介絵・ポプラ社刊)を発刊。翌1974年、全く予期しなかった部落解放同盟の撤収要求を受け、作品評価をめぐり論争となる。(後述:#『わらいおおかみ』撤収要求事件)
- 1974年
創作民話を成り立たせる「日本の根っこの部分」に迫る現代小説『なまけんぼの神さま』(あかね書房)を発表。『地べたっこさま』に登場する最底辺の人々の原像を、東京山谷のドヤ街に求めた。また、同年出版された絵本『むぎひとつぶ』(村上勉絵・岩崎書店)は、汚染した地球環境からの脱出を民話的手法で描いたSF風絵本。
- 1975年
非力ながらも必死に戦争に参加した疎開学童を主人公に、先次大戦の戦争責任に迫った『神がくしの八月』(偕成社)を発刊。戦争を素材とした「現代創作民話」というべき新たなジャンルを開拓した。
- 1977年
古代のヤマト朝廷と東北の蝦夷との間で展開した、数次にわたる「征討戦争」を「夷狄」の側から描き、異文化の衝突を斬新な見地でとらえ直した『赤いシカの伝説』(PHP研究所)を上梓した。「古代」という遙かな時空に援用した民話手法だった。
- 1979年
人間にけっして懐こうとしない野性味あふれるニワトリと、そんな存在と懸命に関わろうとする子供たちを描いた『ジャンボコッコの伝記』(小学館)を発表。動物愛物語にペットにならない頑強な個性をあしらい、新生面を拓く。小学館文学賞受賞。
- 1985年
10年の歳月をかけて構想・執筆してきた大長編『東京石器人戦争』(理論社)を発刊。人類(文明)と地球(大自然)を対峙させ、現代人の生き方を根本的に問い直す壮大なテーマが評価され、サンケイ児童出版文化賞を受賞。その後、四半世紀に及ぶ絶版状態を脱して、2010年に復刻再版された。

劇作の分野では、1973年、大阪の劇団2月で『ゆきと鬼んべ』を上演したのを皮切りに、泰西名作が幅をきかす関東圏と違い、創作劇の上演が比較的自由だった関西圏を活躍の場に選んだ。優れた児童文学の脚色に長け、安藤美紀夫・原作の『でんでんむしの競馬』を三部作にして劇団2月で上演した。とくに第二部の『ウメコがふたり』(1976年)は、戦時中の子供の視点で「天皇」を見つめた傑作として注目され、後に東京芸術座により1980年、1986年、2003年と、足かけ20年にも及ぶ長期公演となる。またオペラ台本『べっかんこ鬼』(林光作曲・1979年　こんにゃく座)や、人形劇台本『愚直なる兵士シュベイク』(ヤロスラフ・ハシェク原作・1996年　人形劇団プーク)など、執筆ジャンルは幅広い。2004年に初演した『のんのんばあとオレ』(水木しげる原作・劇団コーロ)で斎田喬戯曲賞を受賞。

## 『わらいおおかみ』撤収要求事件
絵本『わらいおおかみ』（さねとうあきら文・井上洋介画）は、1973年、ポプラ社より刊行された。佐々木喜善の『聴耳草紙』に収められた「あさみずの里」と「狼石」を典拠に、作者が自由に発想した創作民話だった。
死助谷にあったという「どろぼう村」に、旅人が一旦迷い込んだら、生きては出られなかった。夜のうちに村人に殺され、遺体は谷間に放棄されて、狼の餌になった。ある時、この村にハンセン病の老婆がやってくるが、さすがに身ぐるみ剥ぐ気も起こらず、狼が集まってくる廃寺へ追い払う。その夜、廃寺のあたりから狼の声が聞こえ、老婆の姿は見えなくなったが、その日を境に、狼が人家を襲うようになる。怒った村人たちが、狼狩りを敢行すると、狼の巣には老婆がいて、「狼だって助けてくれたのに、人は自分を殺そうとする」と弾劾しながら、巣の中の子狼を守るため、全身に銃弾を受けて死ぬ。「お前たちは、人の皮をかぶったけだものだ！」と、その所行に哄笑を浴びせつつ……。
1974年11月、この絵本に対し福岡県の部落解放同盟田川地協子供会対策部より、作者、画家、出版社の三者に対し、即時撤収要求の書状が送られてきた。その理由は
1. この物語の背景となった「地理的条件」は被差別部落と酷似している。谷間の陽もあたらない、耕作も出来ない劣悪な条件。「ひとごろし」「どろぼう」「人間の皮をかぶったけだもの」は、古来、部落民に投げかけられた言葉。
2. 客観的にこの本が社会の中に与える「部落は悪」という影響ははかりしれない。死助谷の人々＝部落民と想定し、死助谷の人々はおおかみより悪と強調している。
3. 『わらいおおかみ』の即時撤収を要求したいが、どうか

およそ以上であった。
それに対し三者を代表して作者が「回答書」を作成、
1. この作品のテーマは、村里から疎外された者同士(ハンセン病の老婆と狼）の連帯と差別への怒りを表現したもので、地理的条件が酷似しているからといって、部落民＝悪人と決めつけるのには飛躍がある。
2. 一人の老婆の犠牲的行為によって、殺人と略奪を生業とする村人の行いに自省が生まれ、より人間性に根ざした変革に至る過程を描いており、長年いわれなき差別に苦しんだ被差別部落の人々にこそ、深く理解されるだろうと想定して、明確な「反差別」の視点で描かれている。
3. ただし「客観的な悪影響」の具体例として、部落外の一般の人々がこの絵本を読んで、「部落民＝どろぼう」といった偏見を助長させてしまったら、作者としても等閑視してはいられない。それなりの措置(「撤収」を含む）をとるのにやぶさかでない

と、制作者側の立場を明らかにした上で、「即時撤収要求」については、著作者としていささか疑義があり、次の「逆質問状」を送付した。
1. 出版物の撤回要求は、実質的な「発禁処分」につながるが、部落解放同盟はいかなる根拠で「表現・出版の自由」を侵す権限があるのか
2. 仮に撤回要求に正統な事由があったにせよ、それは部落解放同盟中央本部によってなされるのが筋で、一支部一部会の判断で行うのは、憲法で保障された民主的権利に対する冒涜ではないのか。また著作者側との慎重な討議の後に、撤収要求は最終的措置として行使されるべきではないか。
3. 『わらいおおかみ』のようなアクチュアルなテーマは、今日の児童書出版界において異端の扱いを受けて排除されやすい。部落解放同盟の撤回要求により、このような作家・作品が抹殺されるのは必定であろうが、こうした措置が部落解放運動の発展に如何に寄与するのか、あきらかにされたい

と、部落解放同盟福岡県連に回答を求めたのである。
その後、およそ10ヶ月にわたって、文書による著作者と部落解放同盟との論争は続いた。部落解放同盟福岡県連は調査団を岩手県に派遣して、伝承にある「あさみずの里」が被差別部落ではなかったか、それを突き止めるべく仔細に調べ、また著作者側も刊行物が安易に「発禁」とされるのを免れるため、部落解放同盟による撤収要求の正当性(「不当」と訴えたことは皆無だった）を確認するために、数次の督促状を送付した。
1975年9月30日、解放教育研究所の事務局長中村拡三の斡旋で、『わらいおおかみ』の作者と部落解放同盟福岡県連をはじめ関係三団体との直接討論が実現し、6時間に及ぶ真摯な話し合いによって、双方納得の行く合意が成立した。部落解放同盟側は
1. 全体的討議を経ないで「撤収要求」を出したのは、遺憾であった。今後、公刊物の撤回を要求する場合は、十分な内部討議を経てからとする。
2. さねとうあきら氏の創作の方向性を支持する。ただし、一般人がかりそめにも「部落＝悪」と誤解しないよう、慎重な配慮を期待したい。

著作者側は、『わらいおおかみ』の「あとがき」などを工夫して、作意が曲解されぬよう十分配慮すると約束して、全面的に和解するところとなった。（「合意文書」は「解放教育」誌、1975年12月号に掲載されている）
その後、「被差別部落の現状を、肌身で理解してほしい」との要望に応え、さねとうあきらは福岡・熊本・長崎などの部落解放同盟支部を歴訪、その成果を「創作民話」の形にして、部落解放同盟機関紙「解放新聞」に連載、『猪の宮参り』（1988年 明石書店）『おおかみがわらうとき』（1997年 明石書店）『福餅天狗餅』（2005年 解放出版社）などに収めて上梓。また解放教育研究所編集の人権読本『にんげん』に「ばんざいじっさま」「ふたりのデェデラ坊」「つるの便り」等のさねとう作品が採用され、解放教育を推進する有力な教材として、広く活用された。なお、絵本『わらいおおかみ』は、論争終結後も増刷されることなく、現在は絶版になっている。

## 主な作品リスト

### 単行本
- 『地べたっこさま』（1972年 理論社, 1973年 講談社文庫）解説:神宮輝夫
  - 『第一話 かっぱのめだま』
  - 『第二話 おこんじょうるり』
  - 『第三話 首なしほていどん』
  - 『第四話 かた目地蔵』
  - 『第五話 ふたりのデェデェラ坊』
  - 『第六話 南蛮きつねつき』
  - 『第七話 赤ガラス大明神』
  - 『おわりに ツノウシ山の地べたっこさま』
- 『ゆきこんこん物語』（1972年 理論社, 1986年 フォア文庫, 2006年（復刻） 理論社）解説:多岐祐介
  - 『第一話 ゆきんこ十二郎』
  - 『第二話 鬼姫さま』
  - 『第三話 べっかんこオニ』
- 『なたねおりひめ』（1972年 ポプラ社）
- 『なまけんぼの神さま』（1974年 あかね書房）
- 『神がくしの八月』（1975年 偕成社, 1981年 偕成社文庫, 2003年（復刻） てらいんく）解説:松谷みよ子
- 『どろんこぼっこ』（1977年 講談社）
- 『赤いシカの伝説』（1977年 PHP研究所, 2002年（復刻） 花伝社）
- 『ジャンボコッコの伝記』（1979年 小学館, 1987年 てんとう虫ブックス）解説:松田司郎
- 『鬼んべわらし』（1979年 偕成社）
  - 『第一話 れんげまんだら』
  - 『第二話 ふたり紋十』
  - 『第三話 ぼうぼうさまの嫁っこ』
  - 『第四話 おべん三味線』
  - 『第五話 風婆んば』
  - 『第六話 火くいごんげさま』
  - 『おわりに　鬼んべわらし』
- 『島』（1979年 童心社）
  - 『第一話 不知火』
  - 『第二話 天狗雨』
  - 『第三話 おせんくじら』
  - 『第四話 河童さかだち』
  - 『第五話 うずしお太郎』
  - 『第六話 波小僧』
  - 『第七話 鬼笛』
  - 『第八話 海賊鯨太夫』
  - 『第九話 流人えびす』
  - 『第十話 柿女房』
  - 『第十一話 とうせんぼう』
  - 『第十二話 歳神わたり』
- 『UFOにのってきた女の子』（1981年 ポプラ社, 1987年 ポプラ社文庫）解説:西本鶏介
- 『ピリカの星』（1982年 サンリード）
- 『やったぜゴロスケホーマー』（1982年 学校図書）
- 『ぼうしさんのかくれんぼ』（1983年 理論社）
- 『東京石器人戦争』（1985年 理論社, 2010年（復刻） 理論社）解説:野上暁
- 『はじめてのバレンタインデー』（1986年 秋書房）
- 『おおかみがわらうとき』（1987年 明石書店）
  - 『わらいおおかみ』
  - 『げろげろ大納言』
  - 『うまや姫』
  - 『火の龍』
  - 『泣き不動』
  - 『つるのたより』
  - 『きつねの平六どん』
  - 『海賊力王丸』
  - 『舟霊さまの鈴』
  - 『ばんざいじっさま』
  - 『放ったれ牛の辰』
  - 『小助山びこ』
  - 『月やしき』
  - 『念仏三昧』
- 『福餅天狗餅』（2005年 解放出版社）
  - 『お山の七福神』
  - 『獅子頭の神さま』
  - 『角折り茂平』
  - 『団子っ鼻の旗』
  - 『龍神走りの夜』
  - 『神馬が行く』
  - 『鶏供養]』
  - 『猿聟ばなし』
  - 『赤玉のついた髪飾り』
  - 『福餅天狗餅』

### 絵本
- 『かっぱのめだま』井上洋介 画（1973年 理論社）
- 『わらいおおかみ』井上洋介 画（1973年 ポプラ社）
- 『おこんじょうるり』井上洋介 画（1974年 理論社）
- 『むぎひとつぶ』村上勉 画（1974年 岩崎書店）
- 『かえってきた茂十』梅田俊作 画（1978年 偕成社）
- 『ほのおの町の白い花』櫻井誠 画（1978年 偕成社）
- 『きばのあるヒツジ』井上洋介 画（1981年 サンリード）
- 『ぼくたべないよ』井上洋介 画（1981年 講談社）
- 『べんざぶろうぎつね』石倉欣二 画（1981年 国土社）
- 『おおもんほおずき』石倉欣二 画（1981年 国土社）
- 『なまはげ正月』石倉欣二 画（1981年 国土社）
- 『八つくびのおろち』関屋敏隆 画（1981年 童心社）
- 『死なずのお六』石倉欣二 画（1982年 国土社）
- 『戦争にでかけたおしらさま』福田庄助 画（1982年 サンリード）
- 『ふえふきかんのん』石倉欣二 画（1983年 国土社）
- 『てんぐのはなかくし』きそひでお 画（1983年 文研出版）
- 『ほうちょかけたか』井上洋介 画（1993年 文渓堂）
- 『げんさんと100がっぱ』いしくらきんじ 画（1994年 佼成出版）
- 『おれはなにわのライオンや』長谷川知子 画（1995年 文溪堂）
- 『きんたろう』田島征三 画（1996年 教育 画劇）
- 『かっぱのてがみ』かたやまけん 画（1998年 教育 画劇）
- 『たこやはちべえりゅうぐうたび』スズキコージ 画（2003年 教育 画劇）
- 『もくべえのうなぎのぼり』井上洋介 画（2003年 教育 画劇）
- 『信太の狐』宇野亜喜良 画（2004年 ポプラ社）
- 『四谷怪談』岡田嘉夫 画（2005年 ポプラ社）

### 戯曲
- 『水グモ』（1957年 車座）
- 『ふりむくなペドロ』（1961年 劇団仲間）
- 『石楠花姫』バレエ台本（1963年 仙台シティバレエ団）
- 『石の花』バジョーフ原作（1966年 劇団仲間）
- 『ゆきと鬼んべ』（1973年 劇団2月）
- 『赤いからす』（1974年 劇団仲間）
- 『でんでんむしの競馬』安藤美紀夫原作（1975年 劇団2月）
- 『天狗まためがね』（1976年 劇団ひまわり）
- 『ウメコがふたり』安藤美紀夫原作（1976年 劇団2月）
- 『日の丸心中』（1976年 演劇人集団楽舎）
- 『月夜のはちどう山』はたたかし原作（1977年 劇団2月）
- 『つるのおんがえし・さるむこどん』（1978年 劇団2月）
- 『べっかんこ鬼』オペラ台本 林光作曲（1979年 こんにゃく座）
- 『星へ行った少年』安藤美紀夫原作（1979年 劇団2月）
- 『おとうさんがいっぱい』三田村信行原作（1980年 劇団2月）
- 『大どろぼうホッツエンプロッツ』オトフリート・プロイスラー原作（1981年 劇団仲間）
- 『海をわたったコンスタンチーヌ』はたたかし原作（1981年 劇団2月）
- 『三年ねたろう・やさぶろうばっさ』（1982年 劇団2月）
- 『冬の虹』（1983年 劇団2月）
- 『おこんじょうるり・雪女房』（1984年 劇団2月）
- 『ゆきと鬼んべ』（1985年 劇団如月舎）
- 『おこんじょうるり・雪女房』（1985年 劇団コーロ）
- 『おとうさんがいっぱい』（1986年 劇団如月舎）
- 『さるむこどん』（1986年 劇団コーロ）
- 『かれ草色の風をありがとう』伊沢由美子原作（1988年 劇団如月舎）
- 『月夜のはちどう山』（1989年 劇団如月舎）
- 『れんげまんだら』（1989年 劇団コーロ）
- 『つるのおんがえし』（1990年 劇団如月舎）
- 『おばけ旅なん者ひなた丸』斉藤洋原作・久野春光名義（1991年 劇団コーロ）
- 『日の丸心中』（1994年 劇団コーロ）
- 『ジェニー』ポール・ギャリコ原作（1995年 人形劇団プーク ）
- 『ユニコーンは時を連れて』小風さち原作（1996年 劇団如月舎）
- 『愚直なる兵士シュベイク』ヤロスラフ・ハシェク原作（1996年 人形劇団プーク）
- 『乞食と王子』ミハルコフ原作（1997年 劇団仲間）
- 『おばけ沼は大さわぎ』（1998年 劇団コーロ）
- 『のんのんばあとオレ』水木しげる原作（2004年 劇団コーロ）
- 『鬼笛』補筆監修 （2008年 人形劇団ポポロ）
- 『おれはなにわのライオンや』（2011年 東京芸術座）
- 『耳なし芳一』補筆監修 小泉八雲原作（2012年 人形劇団ポポロ）

### 評論集
- 『逆風に向けて羽ばたく』（1986年 春牛社）
- 『状況の中の児童文学』（1991年 明石書店）
- 『子どもの原像』（1992年 明石書店）
- 『獏のティータイム』（1993年 誠文堂新光社）
- 『何だ難だ児童文学』中島信子/長谷川知子と共著（2000年 編書房）

### 受賞歴
- 『ふりむくなペドロ』厚生大臣賞
- 『地べたっこさま』日本児童文学者協会新人賞, 野間児童文芸推奨作品賞
- 『ジャンボコッコの伝記』小学館文学賞
- 『東京石器人戦争』サンケイ児童出版文化賞
- 『のんのんばあとオレ』斉田喬戯曲賞